# イルミナティ
イルミナティ（ラテン語: Illuminati、ドイツ語: die Bayerischen Illuminaten, Illuminatenorden、英語: the Illuminati of Bavaria, the Bavarian Illuminati）は、イエズス会の修道士であったインゴルシュタット大学教授のアダム・ヴァイスハウプトが、1776年に創設した秘密結社である。ドイツ南部とオーストリアにおいて一世を風靡し、特にバイエルンで急激に発展した。しかし、その無政府主義的な傾向からバイエルン政府によって1785年に禁圧された。
バイエルン啓明結社、バヴァリア啓明結社、幻想教団、イリュミネ教団、イルミナーテン、啓明団、啓蒙者教団、啓明結社、バイエルン幻想教団、照明派、光明会とも訳される。
本記事では、アダム・ヴァイスハウプトがバイエルンに設立したイルミナティについて述べるが、歴史上には他にも「イルミナティ」を掲げる様々な狂信的団体がある。

## 思想
イルミナティは啓蒙思想の影響を受けており、キリスト教に代わる自由思想や理性宗教の普及を図った。イデオロギー的にイルミナティはフランス唯物論的な急進的啓蒙主義を立脚点とした。イエズス会からの攻撃を受けて地下に潜って以降は、ピタゴラス教などの古代の秘儀と結びついた。設立者のヴァイスハウプトはジャン＝ジャック・ルソーやドゥニ・ディドロの思想に大きく影響を受け、自由と平等を何よりも重視した。そして、すべての人は「王」となる素質を潜在的に備えており、教皇・王侯・君主を頂点とする封建制は不要であるから、大衆の霊性を飛躍的に向上させ平等を重んじたユートピア社会を復活させようと考えたのである。イルミナティは理性とキリスト教の隣人愛とに根ざしたユートピア思想を追い求め、世界市民的共和制のなかで自由・平等な人間の自然状態を理性によって再建しようとした。儀礼を重視する秘教的共同体たるフリーメイソンとは異なり、イルミナティはイデオロギー的・政治的目的を有していたため政治的秘密結社にも分類できる。

## 歴史

### 前史

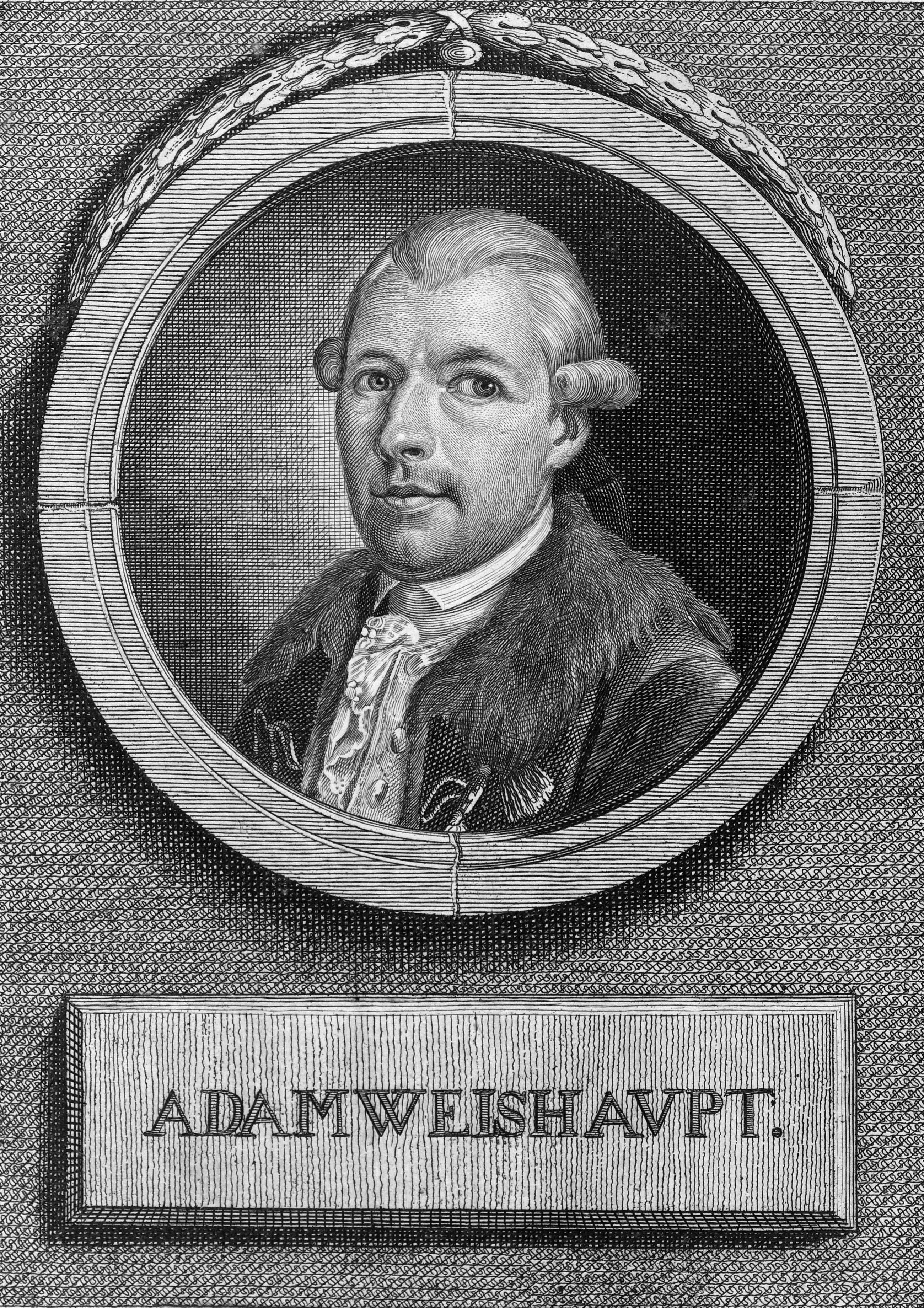
アダム・ヴァイスハウプト（1748-1830年）

1775年、インゴルシュタット大学の教会法教授で法学者のアダム・ヴァイスハウプトが哲学・政治理論に関して知的な議論を行う私的サークル「完全論者の教団」を結成する。

### 誕生と最盛期
翌年5月1日、完全論者の教団は「バイエルン啓明結社」（ドイツ語: die Bayerischen Illuminaten）へ改称するとともに、3つの位階を持つフリーメイソンリー的組織に生まれ変わった。この位階はヴァイスハウプトがフリーメイソンの組織を参考にしたものであるが、魅力がなく会員は増えなかった。当初のイルミナティはヴァイスハウプトが自身の生徒の中から慎重に選んだ限られた弟子集団、秘密の学生団体だった。ヴァイスハウプトはイエズス会の大学教育に反対し、国家や教会により排除された全ての教科を学生たちに学ばせるとともに、政治・社会に対する批判の力をイルミナティで養わせようとした。
イルミナティは次第にその人材採用活動をインゴルシュタットからアイヒシュテット・フライジング・ミュンヘンなどに広げていく。また、フリーメイソンへ加入することで自らの組織を強化する戦術を取ったり、アドルフ・フォン・クニッゲ男爵の尽力によって精緻な位階制度の整備（#位階構成）や儀礼次第、各種用語法が考案されるなど、教団内のシステム改革によってイルミナティは新しく構築された。例えば、ヴァイスハウプトはスパルタクス、クニッゲはフィロンというようにギリシア・ローマの歴史上の人物にあやかった教団名が会員に与えられ、地名を呼ぶにもインゴルシュタットをエレウシス、ミュンヘンをアテネ、バイエルンをギリシアなどと隠語を使った。その他、位階ごとに特殊な暗号による通信を行ったり、相互認知のための独特の仕草やジェスチャー、また一説にはペルシア暦を使っていた。
クニッゲの考案したこれらの制度・用語法のおかげで、イルミナティは1780年代初頭からドイツ・オーストリアを中心に一大ブームを起こし、急速な勢力の拡大をみせた。その最大の発展期には、ワルシャワからパリ、イタリアからデンマークまでに及ぶ広範囲で活動していた。イルミナティの独自ロッジは数こそ多くなかったが、ドイツ南部・オーストリアのフリーメイソンロッジの大半がヴァイスハウプトやイルミナティの思想を受け入れ、儀礼も自発的に取り入れてくれたので、イルミナティは勢力拡張に苦労せずして成功した。イルミナティの会員数として資料に挙げられる600、2000などの数は、会員の大半がフリーメイソンの正規派ロッジに所属するシンパであったことから鵜吞みにはできない。なお会員の大部分は官吏・教授・教区司祭から成り、商人や小ブルジョアは少なかった。

### 凋落と崩壊
バイエルン政府は、為政者らの中で定着してた陰謀史観から、このような有閑階級で爆発的ブームになっていた秘密結社に危機感を覚えた。そして1784年6月22日、カール・テオドール選帝侯の勅令で秘密結社の会合が禁止にされる。これはイエズス会、ローマ・カトリック教会、黄金薔薇十字団がイルミナティの危険性を喧伝していたことによる。会員は地下に潜ったが、翌1785年には名指してイルミナティの解散が命じられ壊滅的な打撃を受けた。会員は投獄・公職追放・資産没収に遭い、関係者宅も家宅捜査の対象となり、設立者のヴァイスハウプトはゴータに亡命した。これによってイルミナティの実体は消滅した。存続期間はわずか9年間の短命な運動だった。
19世紀末から20世紀初頭のドイツでは、レオポルト・エンゲルなる人物によるイルミナティ復興運動があり、東方聖堂騎士団を組織するテオドール・ロイスもこれに関与していた。

### 陰謀論として
1785年以降、それ以上の活動は歴史的文献には含まれていないが、イルミナティはその解散後何世紀にもわたって陰謀論において絶大な存在感を誇った。
イルミナティ崩壊の後に勃発したフランス革命に狼狽えた貴族や聖職者らは「イルミナティやフリーメイソンは大衆を革命へ扇動した黒幕」と主張する反フリーメイソンの陰謀論者であったバリュエル神父やジョン・ロビソンの陰謀史観にすぐ飛びつき、イルミナティは革命の首謀者と見なされた。その他、破壊活動・涜神・乱交・嬰児嗜食などワンパターンな嫌疑をも受ける。各国語に翻訳されたバリュエルらの著作は世界に拡散され、諸悪の根源を秘密結社に帰する陰謀史観はこうして大衆的に定着した。
イルミナティが世界史の裏で暗躍しているなどという「世界征服を企むイルミナティ」というイメージを現代的な形として復活させたのはネスタ・ヘレン・ウェブスターの著作群だが、それを素地に陰謀論者らも独自の荒唐無稽な尾ひれを付け加えた「陰謀本」を次々と世に出している。陰謀史観の定番ともいえるイルミナティを警告・糾弾する書籍は日本でも欧米でも山ほど存在している。為政者や大衆の無意識に刻印された「イルミナティの陰謀」なる元型はイルミナティ自体が消滅した現代社会にも時空を超えて影響を及ぼしているのである。

## 位階構成

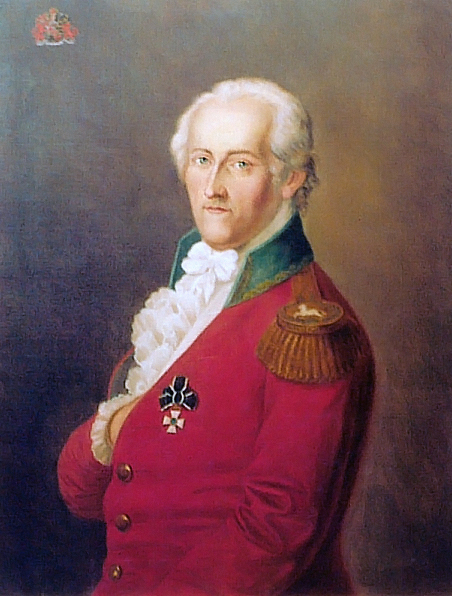
クニッゲ男爵（1752-1796年）

クニッゲ男爵の考案した位階制度は以下の通り。ただし、ヴァイスハウプトによって何度か変更されたため一定ではない。
1. 修練生
2. ミネルヴァの同胞
3. 小啓明者
4. 大啓明者
5. 教導啓明者
6. 祭司
7. 王子
8. 魔術師（あるいは「術者」[20]）
9. 王